# Настасьино (деревня, Москва)
Настасьино — деревня в Троицком административном округе Москвы (до 1 июля 2012 года была в составе Наро-Фоминского района Московской области). Входит в состав поселения Первомайское.

## Население
| 1859 | 1890 | 1899 | 1926 | 2002 | 2006 | 2010 |
| ---- | ---- | ---- | ---- | ---- | ---- | ---- |
| 64   | ↗82  | ↗83  | ↗114 | ↘45  | ↘27  | ↗70  |

Согласно Всероссийской переписи, в 2002 году в деревне проживало 45 человек (17 мужчин и 28 женщин); преобладающая национальность — русские (94 %). По данным на 2005 год, в деревне проживало 27 человек.

## География
Деревня Настасьино находится в северной части Троицкого административного округа, у границы с Наро-Фоминским районом Московской области, на левом берегу реки Десны примерно в 13 км к северо-западу от центра города Троицка.
В деревне 6 улиц и 1 аллея. В 1,5 км севернее проходит Киевское шоссе М3, в 4 км северо-западнее — линия Киевского направления Московской железной дороги. Ближайший населённый пункт — деревня Милюково.

## История
В «Списке населённых мест» 1862 года — владельческая деревня 1-го стана Подольского уезда Московской губернии, по правую сторону старокалужского тракта, в 27 верстах от уездного города и 24 верстах от становой квартиры, при реке Десне, с 7 дворами и 64 жителями (38 мужчин, 26 женщин).
По данным на 1899 год — деревня Десенской волости Подольского уезда с 83 жителями.
В 1913 году — 15 дворов.
По материалам Всесоюзной переписи населения 1926 года — деревня Ивановского сельсовета Десенской волости Подольского уезда в 7,5 км от Калужского шоссе и 4,3 км от станции Апрелевка Киево-Воронежской железной дороги, проживало 114 жителей (49 мужчин, 65 женщин), насчитывалось 17 крестьянских хозяйств.
1929—1946 гг. — населённый пункт в составе Красно-Пахорского района Московской области.
1946—1957 гг. — в составе Калининского района Московской области.
1957—1960 гг. — в составе Ленинского района Московской области.
1960—1963, 1965—2012 гг. — в составе Наро-Фоминского района Московской области.
1963—1965 гг. — в составе Звенигородского укрупнённого сельского района Московской области.
В 1990 - ые годы к деревне были пристроенны котеджные посёлки. Поэтому деревня состоит из трёх частей Настасьино (старое), Настасьино - 2 и КИЗ Петровский (оба котеджные посёлки).